# Registri di mutazione
I registri di mutazione, nell'organo, sono quei registri, composti da una o più file di canne, che producono l'armonico (o gli armonici) di una determinata nota. Si suddividono in registri di mutazione semplice e registri di mutazione composta.

## Struttura
Quando una canna d'organo suona, insieme al suono fondamentale ne vengono emessi molti altri, tutti di frequenza più alta e di intensità molto minore, chiamati armonici. Di norma, i registri di mutazione vengono utilizzati insieme ai registri di fondo, come il principale, allo scopo di rinforzare appunto uno o più armonici. Gli armonici presi in considerazione nell'arte organaria sono una trentina, sui quali, fin dall'antichità, vennero basati i registri che costituivano le varie file del ripieno.

### Registri di mutazione semplice
I registri di mutazione semplice sono composti da una sola fila di canne e producono un solo armonico rispetto alla nota fondamentale. Fra questi registri ci sono la terza, la quinta, la settima, la nona,  il nazardo, il flauto in duodecima, eccetera.

### Registri di mutazione composta
I registri di mutazione composta, a differenza dei precedenti, non sono formati da una sola fila di canne, ma da diverse: premendo un tasto dell'organo, dunque, suonano più canne contemporaneamente, producendo suoni di diverse altezze. Fra i più importanti registri di mutazione composta ci sono il cornetto, la sesquialtera, il ripieno italiano, la mistura tedesca, la fourniture francese, eccetera.